# اجن سنگرلی
اجن سنگرلی، روستایی از توابع بخش مرکزی شهرستان کلاله در استان گلستان ایران است.

## جمعیت
این روستا مرکز دهستان آق سو می باشد و براساس سرشماری مرکز آمار ایران در سال ۱۳۸۵، جمعیت آن ۱٬۳۹۱ نفر (۳۴۰خانوار) بوده‌است.